# Darvas
Darvas (em romeno: Darvaş) é um município da Hungria, situado no condado de Hajdú-Bihar. Tem 42,31 km² de área e sua população em 2015 foi estimada em 550 habitantes.